# Crécy-au-Mont
Crécy-au-Mont ist eine französische Gemeinde mit 323 Einwohnern (Stand: 1. Januar 2022) im Département Aisne in der Region Hauts-de-France. Sie gehört zum Arrondissement Laon und zum Kanton Vic-sur-Aisne.

## Geografie
Die Gemeinde Crécy-au-Mont liegt in der Landschaft Picardie, zwölf Kilometer nördlich von Soissons. Sie grenzt im Norden an Coucy-le-Château-Auffrique, im Nordosten an Jumencourt, im Osten an Leuilly-sous-Coucy, im Süden an Juvigny, im Südwesten an Bagneux, im Westen an Épagny und im Nordwesten an Pont-Saint-Mard. Die Grenze zu Coucy-le-Château-Auffrique bildet die Ailette, die dort ein bewaldetes Gebiet durchfließt. Die westliche Gemeindegrenze wird von einer alten Heerstraße des Systems Chaussée Brunehaut markiert.

## Bevölkerungsentwicklung
| Jahr                       | 1962 | 1968 | 1975 | 1982 | 1990 | 1999 | 2006 | 2014 | 2021 |
| -------------------------- | ---- | ---- | ---- | ---- | ---- | ---- | ---- | ---- | ---- |
| Einwohner                  | 320  | 295  | 251  | 296  | 294  | 290  | 327  | 339  | 326  |
| Quellen: Cassini und INSEE |      |      |      |      |      |      |      |      |      |

## Sehenswürdigkeiten
- Kirche Saint-Michel
- Schloss Estournelles
- zwei Wassertürme
- französischer Soldatenfriedhof
- deutsches Kriegsgräberfeld

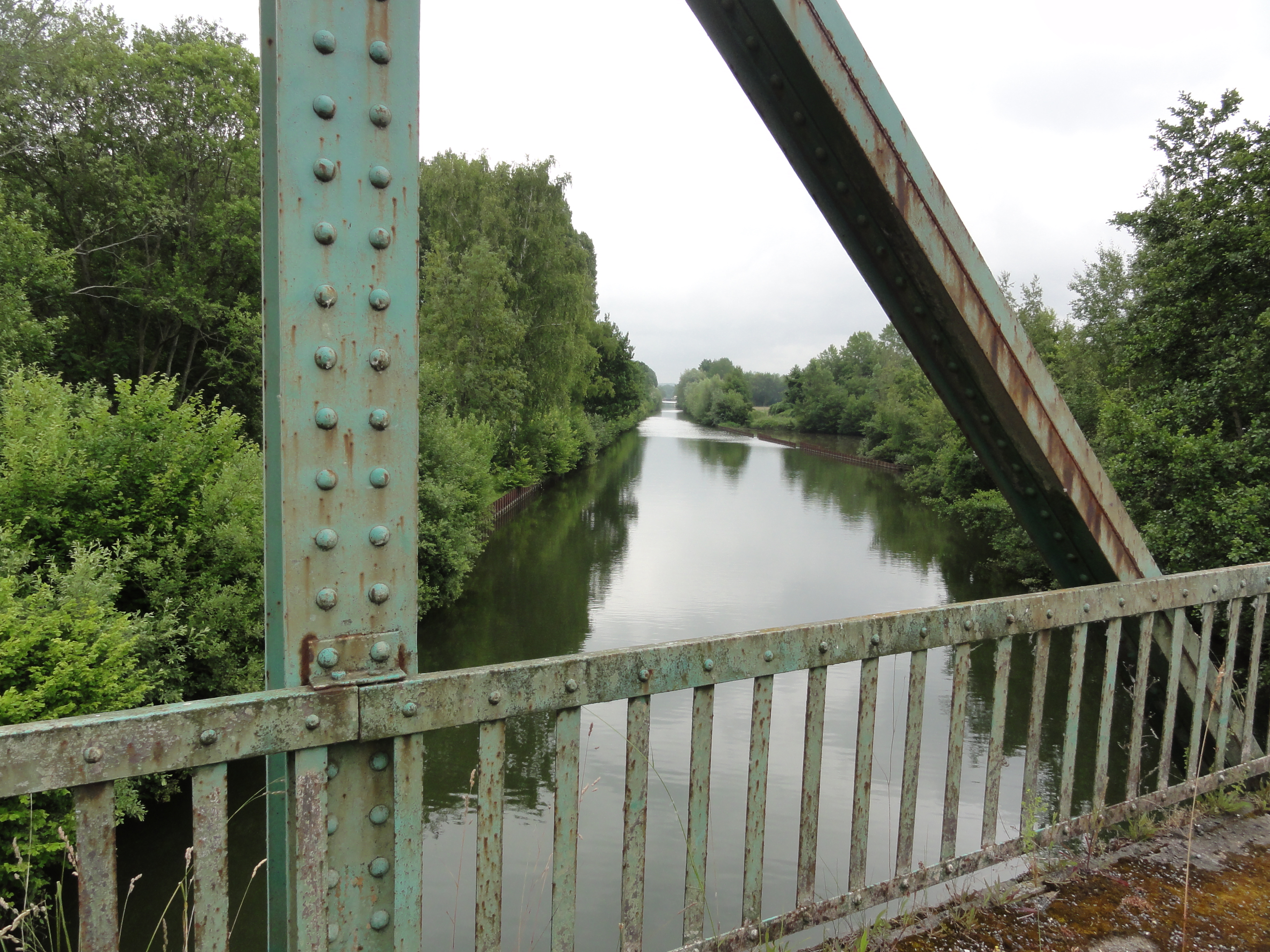
Brücke über den Oise-Aisne-Kanal
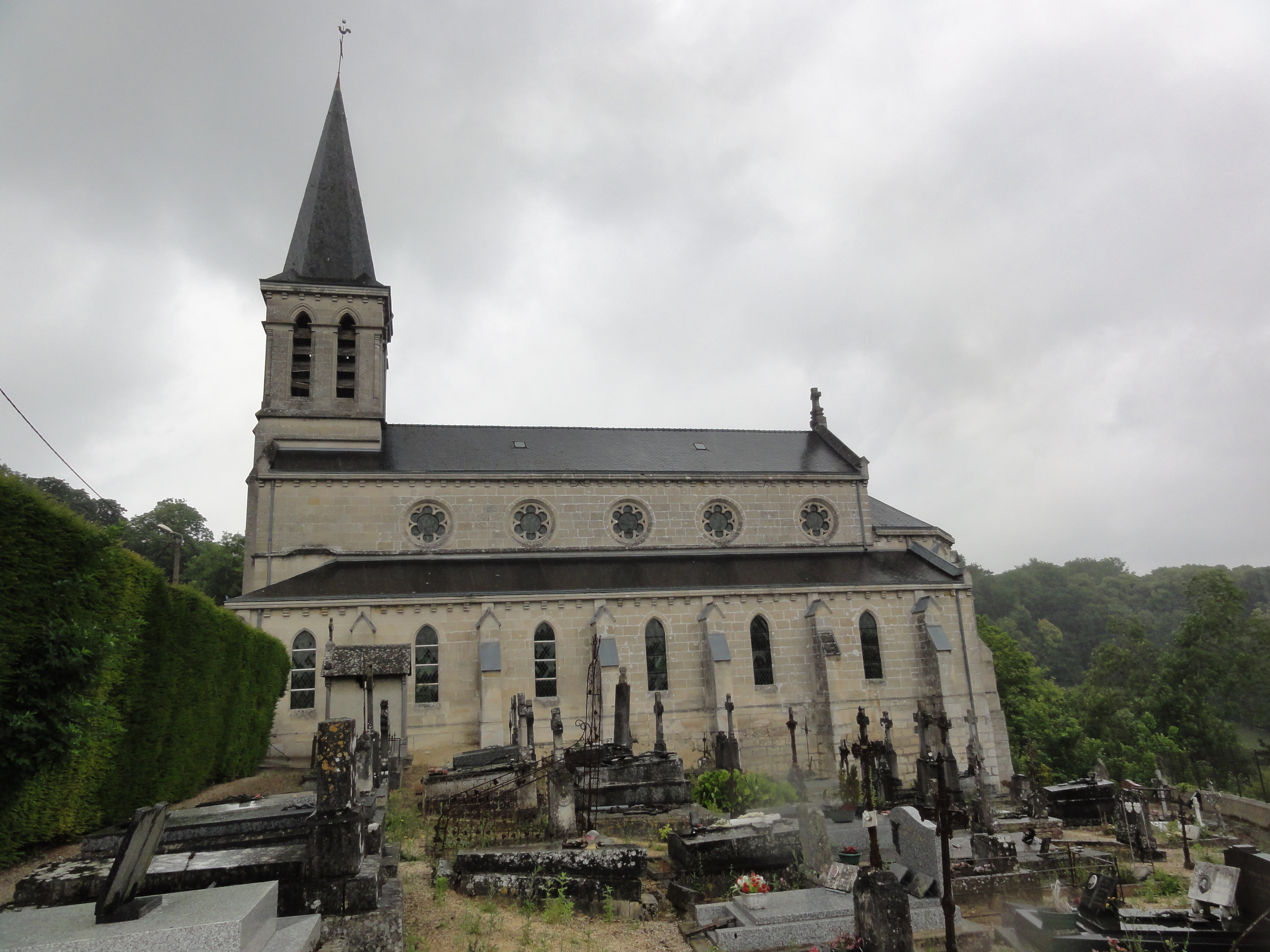
Kirche Saint-Michel
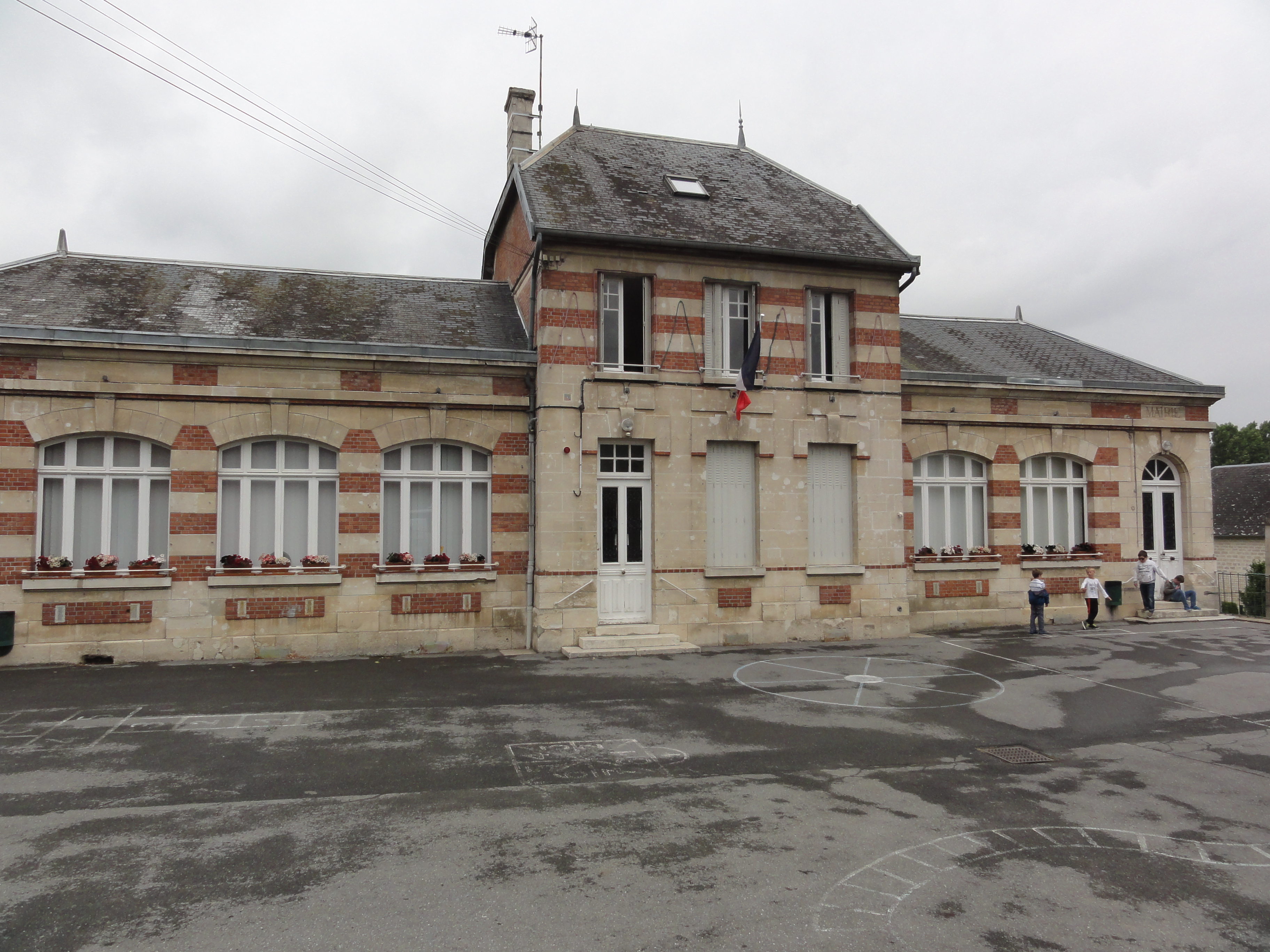
Rathaus- und Schulgebäude
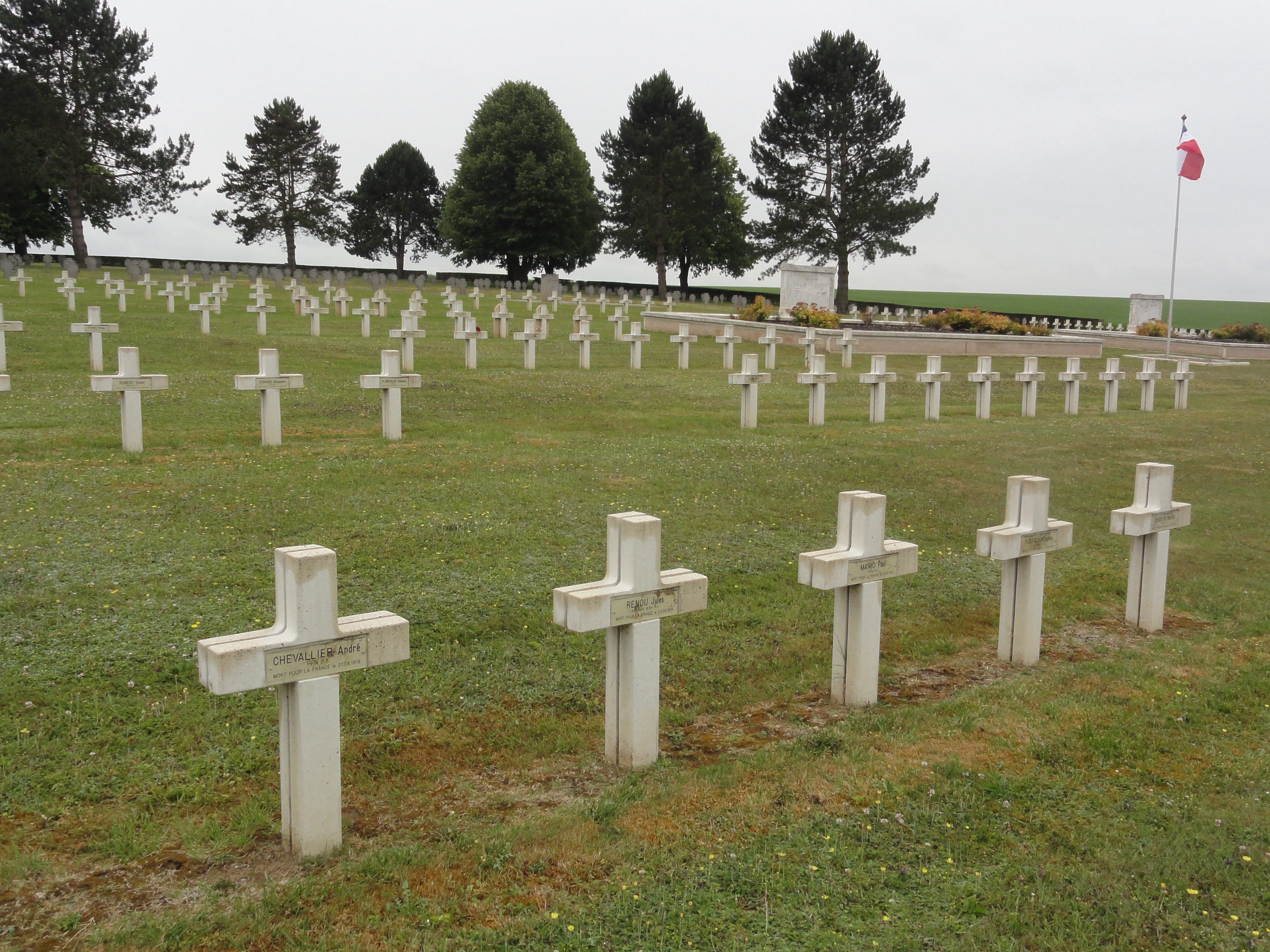
Französischer Militärfriedhof
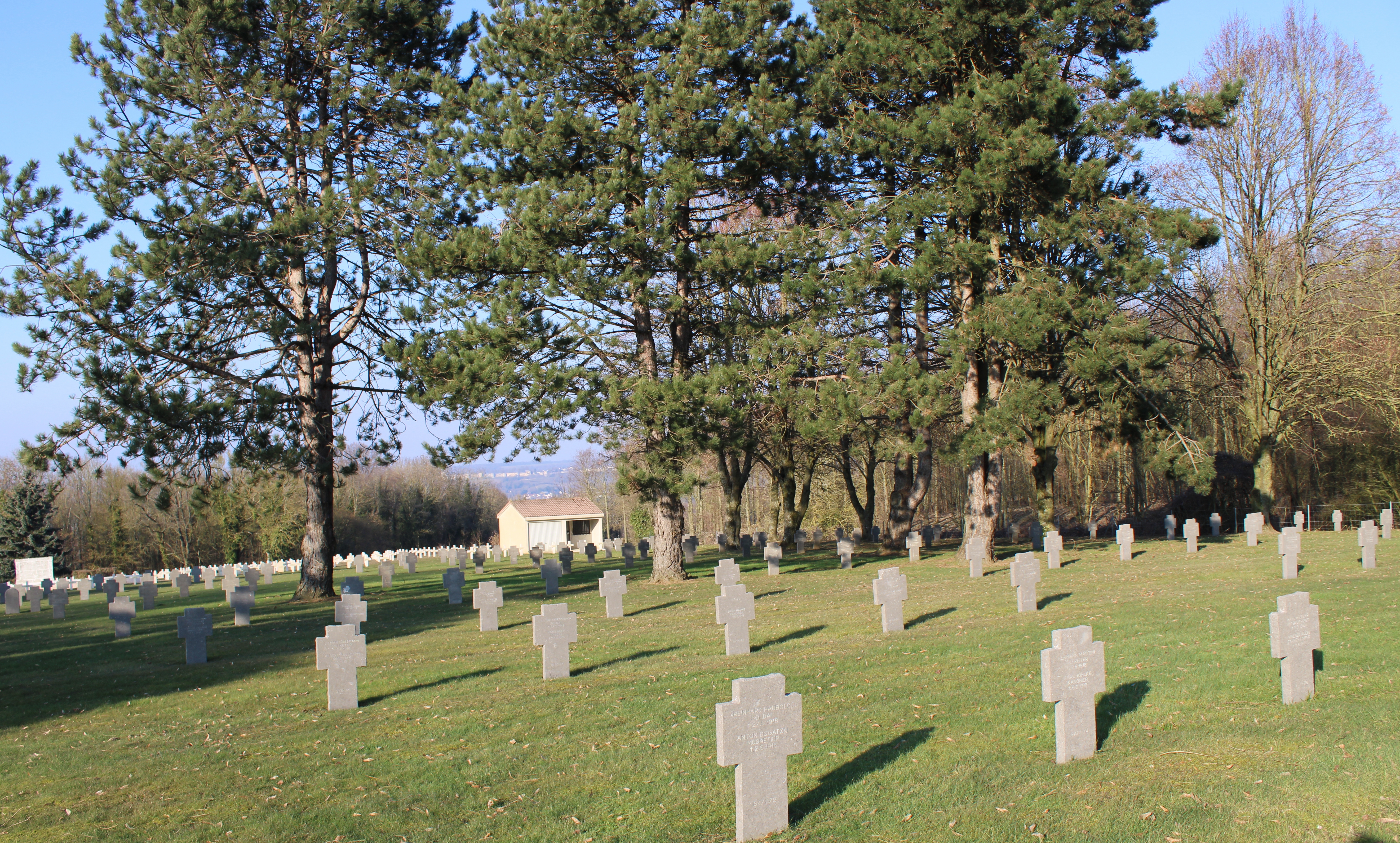
Deutsches Kriegsgräberfeld
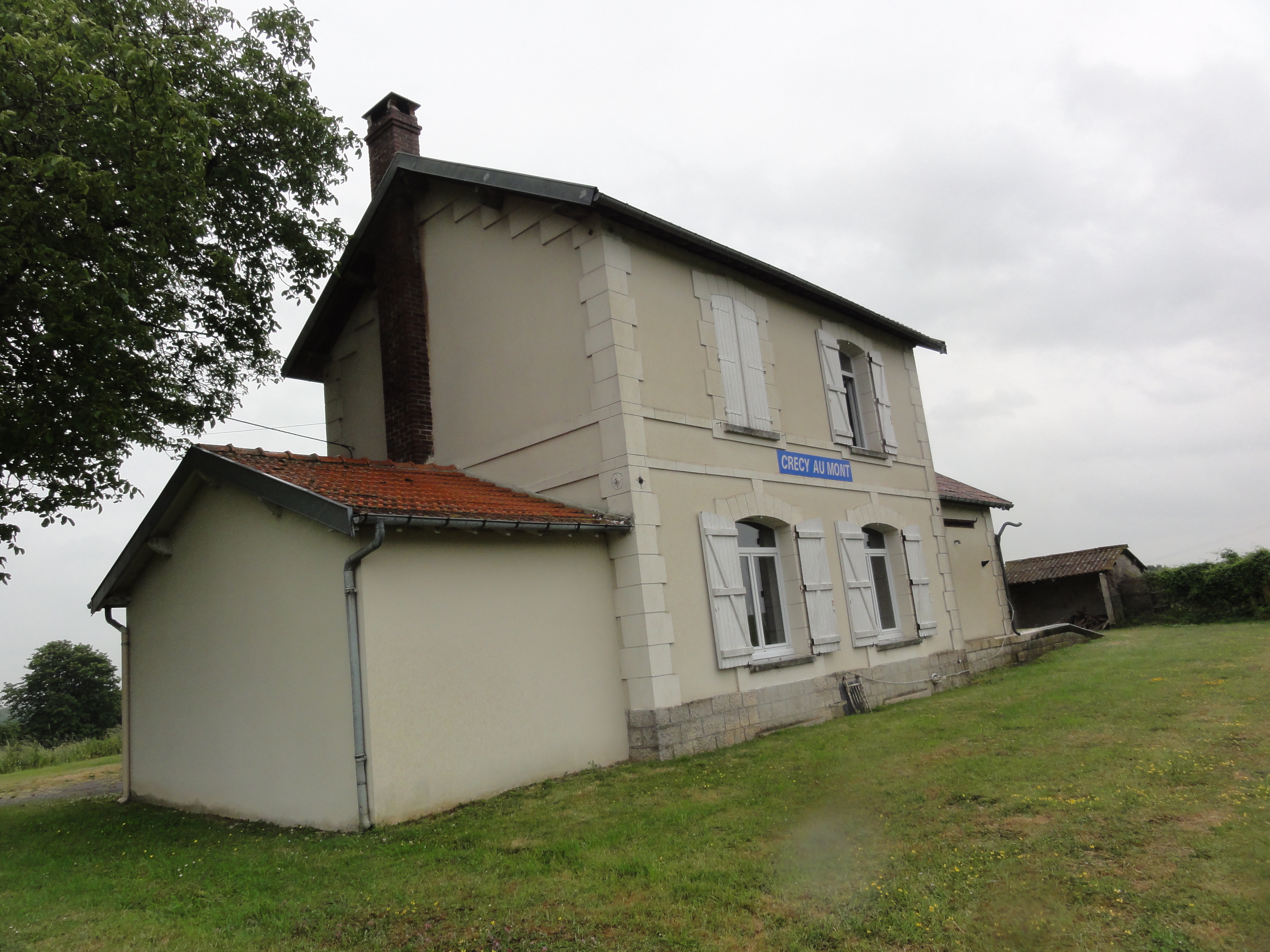
Ehemaliger Bahnhof